# Auchenipterus dentatus
Auchenipterus dentatus es una especie de pez de la familia Auchenipteridae en el orden de los Siluriformes.

## Reproducción
La madurez sexual se alcanza cuando llega a los 16 cm de longitud y la reproducción se inicia al comienzo de la temporada de lluvias. La fecundación es interna y la hembra es capaz de mantener el esperma del macho en el epitelio de su tracto genital y de poner 15.000 huevos.

## Alimentación
Come principalmente insectos y pequeños crustáceos.

## Morfología
• Los machos pueden llegar alcanzar los 12,1 cm de longitud total.

## Distribución geográfica
Se encuentran en Sudamérica: ríos Corentín, Surinam, Arataye, Sinnamary y Oyapoque.